# Helga Andresen
Helga Andresen (* 3. Mai 1948 in Tönning) ist eine deutsche Germanistin.

## Leben
Sie studierte an den Universitäten Kiel, Heidelberg und Freiburg im Breisgau. Nach der Promotion 1973 an der Universität Freiburg im Breisgau und der Habilitation 1984 in Sprachwissenschaft an der Universität Osnabrück war sie von 1988 bis 2013 Professorin für Sprachwissenschaft und deren Didaktik an der Europa-Universität Flensburg (vormals PH, Bildungswissenschaftliche Hochschule).
Ihre Forschungsschwerpunkte sind Spracherwerb (mit Schwerpunkt im Vorschulalter), Schriftspracherwerb sowie Entstehung von Sprachbewusstheit und Sprachdidaktik (mit Schwerpunkt Didaktik des Schriftspracherwerb).

## Schriften (Auswahl)
- Der Erklärungsgehalt linguistischer Theorien. Methodologische Analysen zur Generativen Transformationsgrammatik und zur Syntaxtheorie H. J. Heringers als Beispiel einer strukturalistischen Grammatik. München 1974, ISBN 3-19-006751-1.
- Schriftspracherwerb und die Entstehung von Sprachbewußtheit. Opladen 1985, ISBN 3-531-11742-4.
- Interaktion, Sprache und Spiel. Zur Funktion des Rollenspiels für die Sprachentwicklung im Vorschulalter. Tübingen 2002, ISBN 3-8233-5126-5.
- Vom Sprechen zum Schreiben. Sprachentwicklung zwischen dem vierten und siebten Lebensjahr. Stuttgart 2005, ISBN 3-608-94394-3.